# Ulica Bogucicka w Katowicach
Ulica Bogucicka w Katowicach – ulica w katowickiej dzielnicy Zawodzie.

## Przebieg
Ulica Bogucicka rozpoczyna swój bieg przy skrzyżowaniu z ulicy 1 Maja obok budynku rektoratu Uniwersytetu Ekonomicznego. Następnie krzyżuje się z ulicą Bronisława Czecha, biegnie nad rzeką Rawa i obok osiedla Walentego Roździeńskiego. Kończy swój bieg przy alei Walentego Roździeńskiego (DK 79, część Drogowej Trasy Średnicowej).

## Opis
Przy ulicy Bogucickiej 6 znajduje się zabytkowa kamienica (nr rej.: A/1485/92 z 11 sierpnia 1992 roku), wzniesiona w 1909 roku w stylu secesji. Do 1935 roku przy ulicy wybudowano budynki mieszkalne (pod numerami 29, 31, 33, 35, 37). W dwudziestoleciu międzywojennym pod numerem 1 zlokalizowany był urząd pocztowo-telegraficzny Katowice 2 oraz Apteka Świętej Barbary i restauracja Ryszarda Latusa. Pod numerem 4 funkcjonowały: męska Szkoła Powszechna nr 15 im. Władysława Jagiełły, żeńska Szkoła Powszechna nr 14 im. Królowej Jadwigi, przedszkole (w Szkole Powszechnej nr 14).
Przy ulicy Bogucickiej swoją siedzibę mają (stan na 2010 rok): niepubliczne zakłady opieki zdrowotnej, kilka wydziałów Uniwersytetu Ekonomicznego w Katowicach, firmy handlowo-usługowe, Urząd Pocztowy Katowice 11 czy Śląski Związek Tenisa Stołowego.
Funkcjonalistyczny budynek przy ulicy Bogucickiej 3 został wybudowany w 1939 roku z przeznaczeniem na siedzibę szkoły podstawowej; od 1945 roku znajdowało się w nim Wyższe Studium Nauk Społeczno-Gospodarczych (od 1948 roku – Wyższa Szkoła Administracji Gospodarczej, od 11 lipca 1950 roku – Wyższa Szkoła Ekonomiczna, od 1974 roku – Akademia Ekonomiczna). Obiekt przebudowano w latach siedemdziesiątych XX wieku.
W 2012 roku przy ulicy Bogucickiej rozpoczęła się budowa Centrum Nowoczesnych Technologii Informatycznych Uniwersytetu Ekonomicznego w Katowicach. Koszt budowy gmachu i wyposażenia wyniósł około pięćdziesiąt milionów złotych. Obiekt posiada 6 kondygnacji i 7 800 m² powierzchni użytkowej.
Przed wybudowaniem alei Walentego Roździeńskiego ulica Bogucicka prowadziła prosto do Bogucic, stąd jej nazwa. Przedłużeniem drogi jest dzisiejsza ulica księdza Leopolda Markiefki. Ulica posiada przebieg południkowy.
W okresie Rzeszy Niemieckiej ulicę nazywano Barbarastraße. W okresie niemieckiej okupacji Polski (1939–1945) ulica nosiła nazwę Bogutschützer Straße.

## Galeria

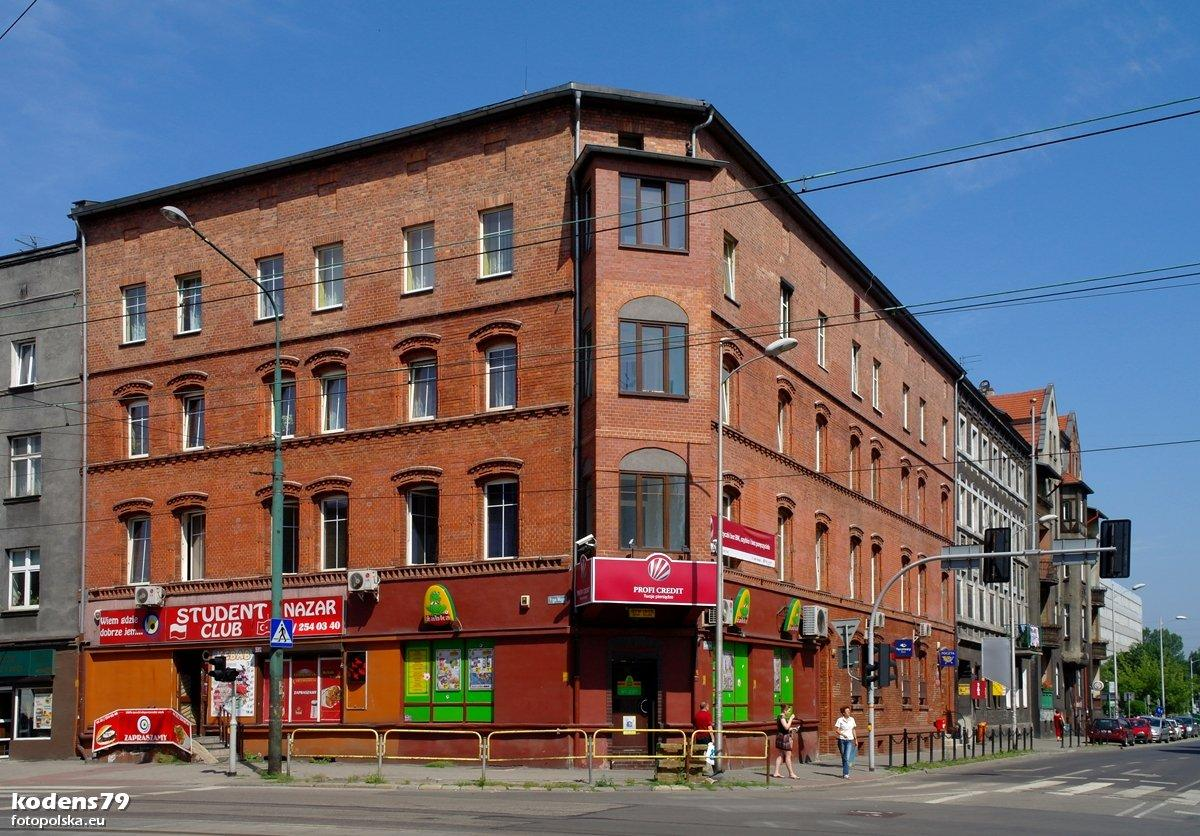
Kamienica pod numerem 2 (2012)
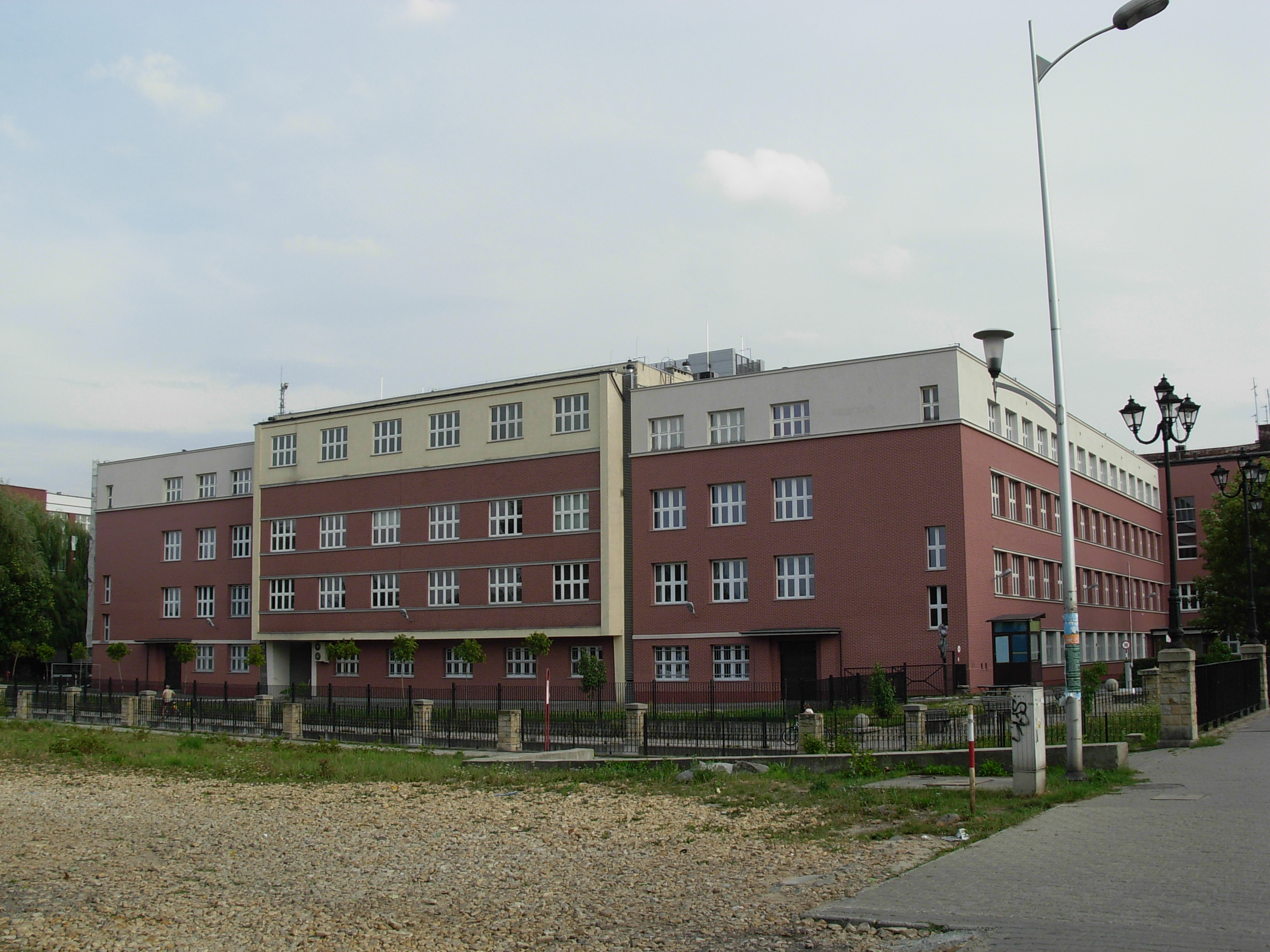
Budynek A Uniwersytetu Ekonomicznego pod numerem 3 (2007)
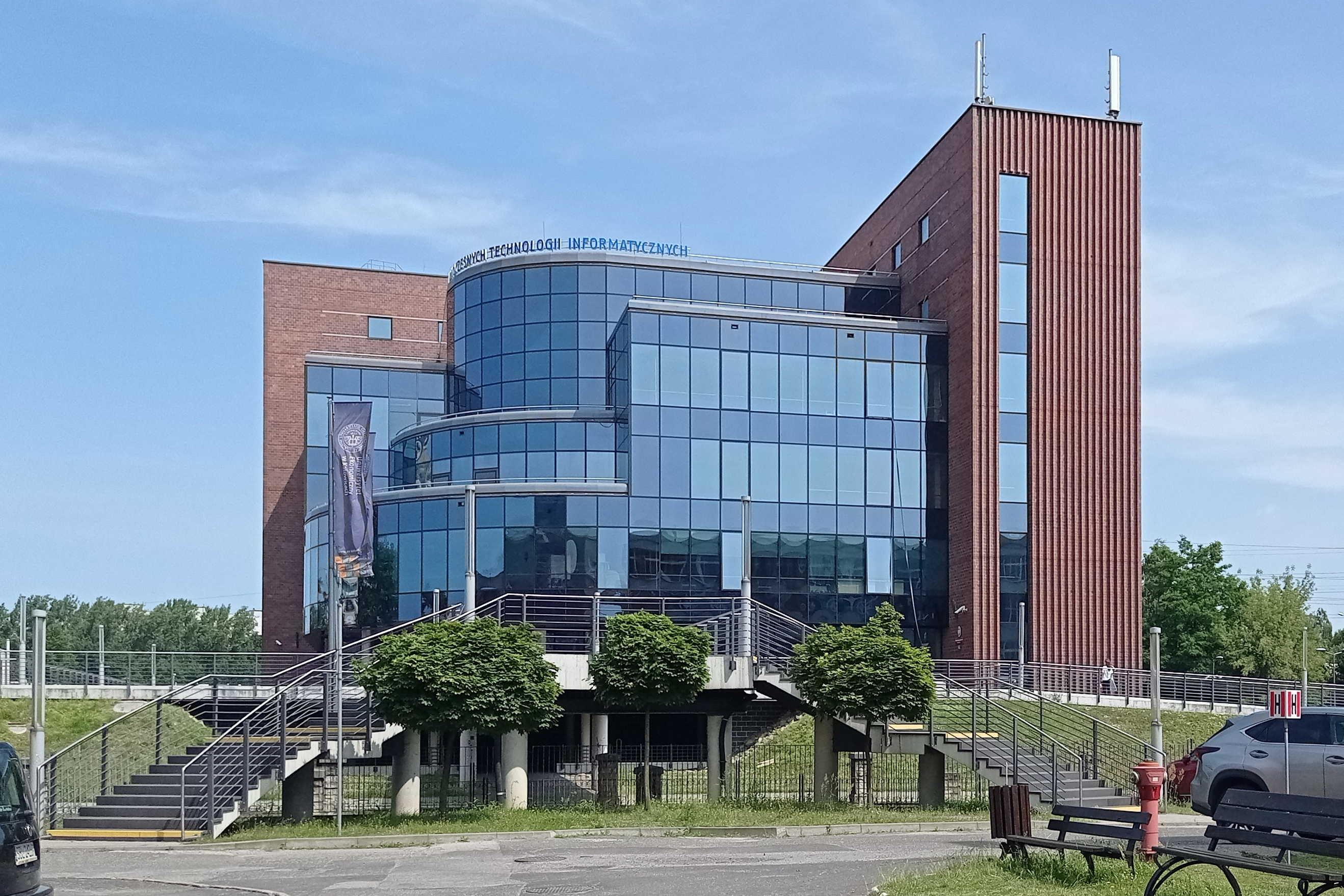
Centrum Nowoczesnych Technologii Informatycznych pod numerem 5 (2023)
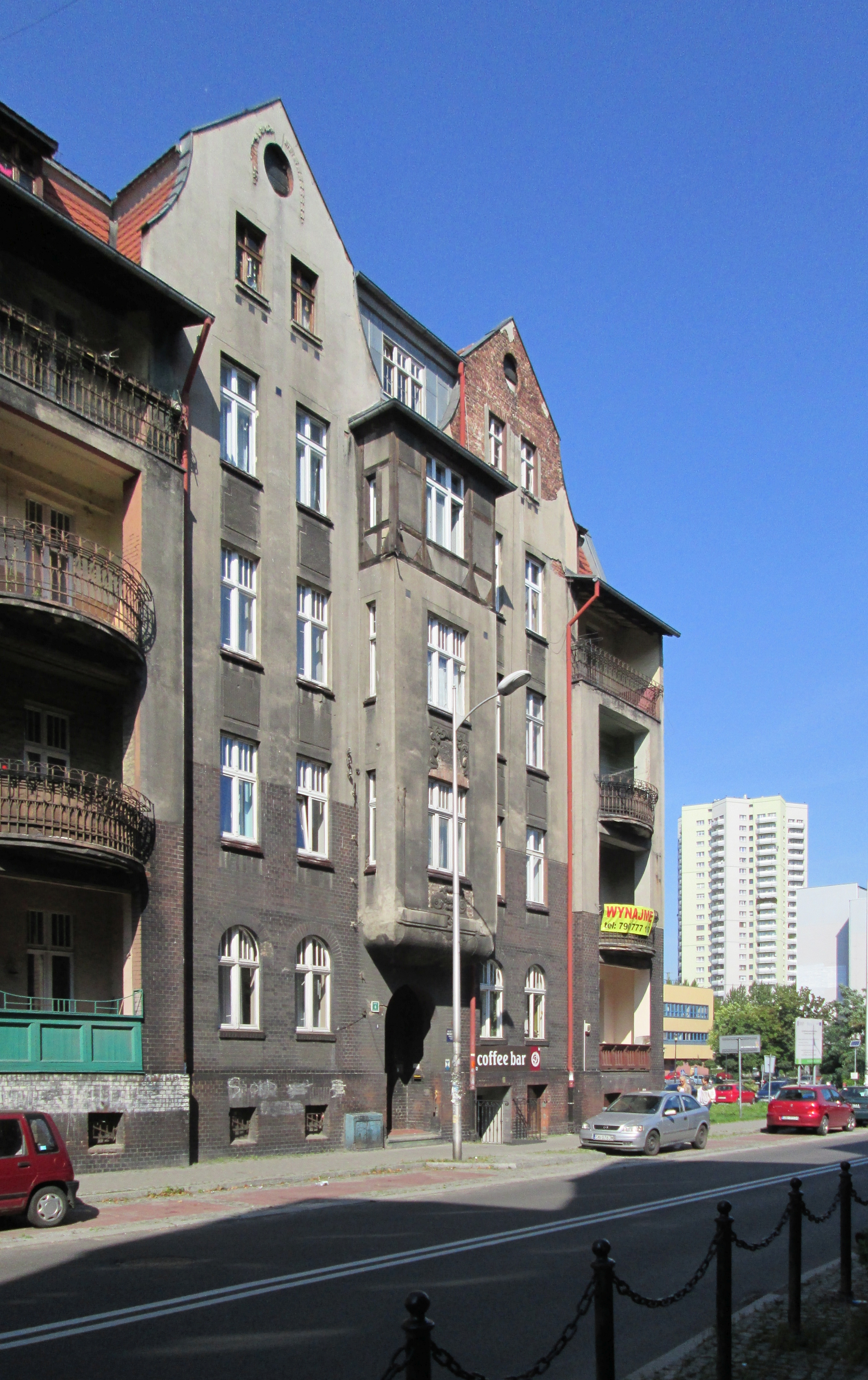
Kamienica pod numerem 6 (2014)
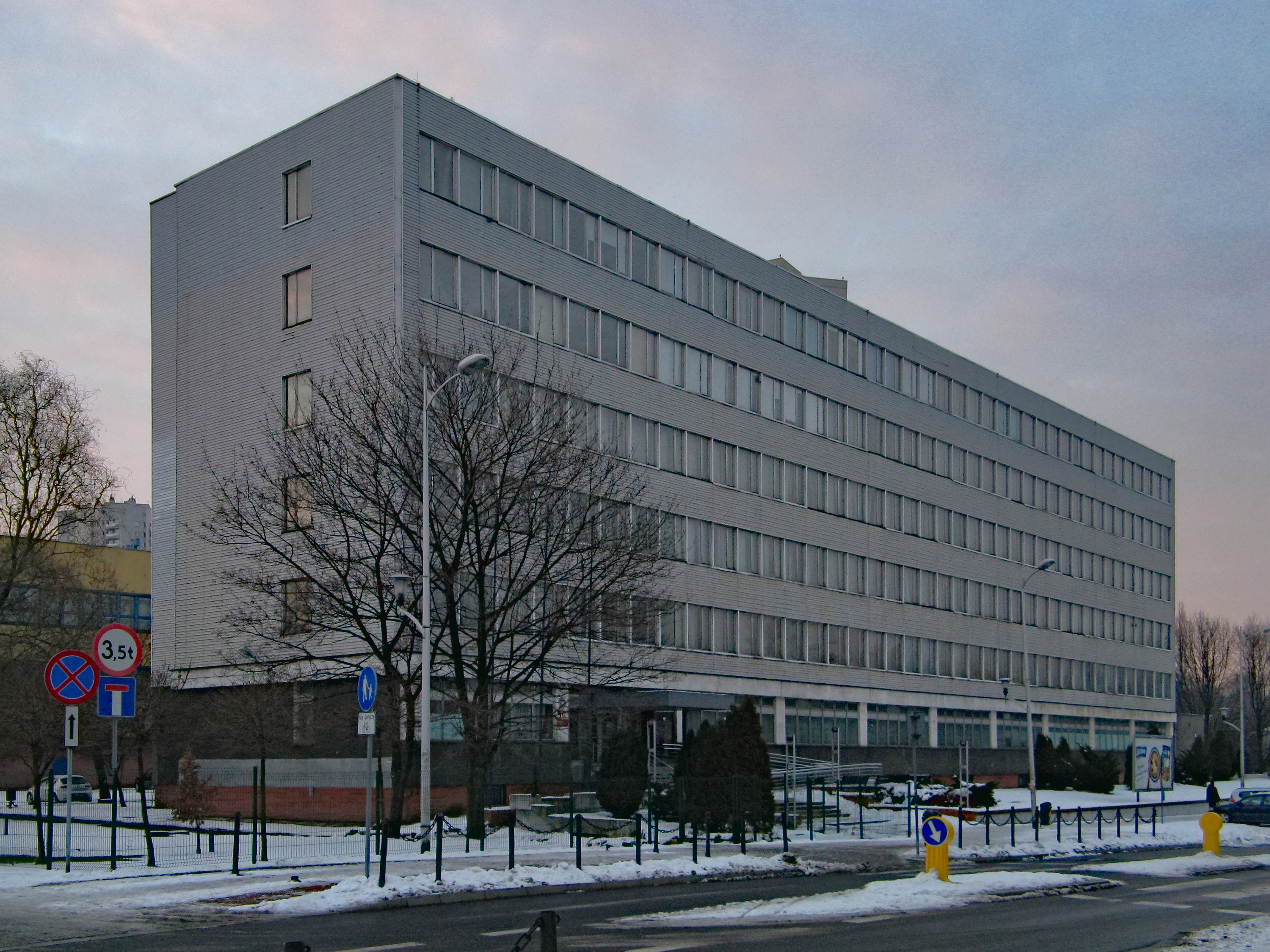
Wyburzony budynek D Uniwersytetu Ekonomicznego pod numerem 16 (2019)